# Великородный, Иван Николаевич
Иван Николаевич Великородный (29 июня [12 июля] 1917, Самохино, Астраханская губерния — 30 ноября 1985, Дубовка, Волгоградская область) — участник Великой Отечественной войны, стрелок-радист 396-го отдельного авиационного полка особого назначения (Главное управление боевой подготовки фронтовой авиации ВВС Советской Армии). Герой Советского Союза. Старший лейтенант (на момент присвоения звания Героя — старшина).

## Биография
Родился 29 июня (12 июля) 1917 года в с. Самохино (ныне — село в Октябрьском районе Волгоградской области) в семье крестьянина. Русский.
По окончании 9 классов учился в училище, затем работал бригадиром слесарей на заводе.
В Красной Армии с 1938 года. Участник Великой Отечественной войны с июня 1941 года. Член ВКП(б)/КПСС с 1943 года.
Воздушный стрелок-радист 396-го отдельного авиационного полка особого назначения старшина Иван Великородный к августу 1944 года совершил 211 боевых вылетов, участвовал в 59 воздушных боях, в которых сбил лично 2 и в составе группы — 2 самолёта противника.
В 1945 году окончил военную авиационную школу пилотов. С 1955 года старший лейтенант Великородный — в запасе. Проживал в Дубовке Волгоградской области. Окончил межобластную партшколу. Работал директором Дубовского СПТУ.
Умер в 1985 году (на стеле памятника указан 1986 год).

## Награды
- Звание Героя Советского Союза присвоено 23 февраля 1945 года[2] «За образцовое выполнение боевых заданий Командования на фронте борьбы с немецкими захватчиками и проявленные при этом отвагу и геройство».
- Награждён орденами Ленина, Отечественной войны 1 степени, Красной Звезды и медалями.

## Память
- В селе Самохино (Октябрьский район Волгоградской области) в честь Героя установлена памятная стела[3].
- В Волгограде на здании СПТУ-25 (улица Генерала Шумилова, 8) имеется мраморная мемориальная доска, где указано: «В этом училище в 1933—1934 гг. учился Герой Советского Союза Великородный Иван Николаевич». Открыта была 20 апреля 1965 года[4].